# Phyllophaga grancha
Phyllophaga grancha är en skalbaggsart som beskrevs av Saylor 1948. Phyllophaga grancha ingår i släktet Phyllophaga och familjen Melolonthidae. Inga underarter finns listade i Catalogue of Life.